# Oncheon-dong, Daejeon
Oncheon-dong (koreanska: 온천동) är en stadsdel i staden  Daejeon, i den centrala delen av landet, 140 km söder om huvudstaden Seoul. Den ligger i stadsdistriktet Yuseong-gu. 

## Indelning
Administrativt är Oncheon-dong indelat i:
| Namn    | Namn               | Yta km² | Invånare 31 dec 2020 |
| ------- | ------------------ | ------- | -------------------- |
| 온천1동 | Oncheon 1(il)-dong | 13,70   | 35 292               |
| 온천2동 | Oncheon 2(i)-dong  | 6,80    | 42 969               |